# Pîlîpenkî, Zinkiv
Pîlîpenkî (în ucraineană Пилипенки) este un sat în orașul raional Zinkiv din regiunea Poltava, Ucraina.

## Demografie
Componența lingvistică a localității Pîlîpenkî
     Ucraineană (98,85%)
     Alte limbi (0,76%)
Conform recensământului din 2001, majoritatea populației localității Pîlîpenkî era vorbitoare de ucraineană (98,85%), existând în minoritate și vorbitori de alte limbi.